# ヘキサフルオロリン酸アンモニウム
ヘキサフルオロリン酸アンモニウム(Ammonium hexafluorophosphate)は、無機化合物である。別名、六フッ化リン酸アンモニウム。白色の無臭の固体で、強熱するとフッ化水素や五フッ化リンなどの有毒ガスを発生する。
皮膚や眼に対し刺激性を持ち、飲み込むと有害。